# 川原新次郎
川原 新次郎（かわはら しんじろう、1917年10月28日 - 1995年12月4日）は、日本の政治家。参議院議員（2期、自由民主党）。

## 来歴
鹿児島県揖宿郡喜入町大字瀬々串（現在の鹿児島市喜入瀬々串町）出身。1937年鹿屋農卒。鹿児島県議会議員を2期務めた後、1965年5月から1975年3月まで喜入町長を3期務めた。町長時代は町内に日本石油基地を誘致した。

### 1975年鹿児島県知事選挙
同年の鹿児島県知事選に立候補したが、現職の金丸三郎に大差で敗れて落選した。
※当日有権者数：-人 最終投票率：-%（前回比：-pts）
| 候補者名   | 年齢 | 所属党派   | 新旧別 | 得票数    | 得票率 | 推薦・支持 |
| ---------- | ---- | ---------- | ------ | --------- | ------ | ---------- |
| 金丸三郎   | -    | 自由民主党 | 現     | 645,304票 | 71.8%  | -          |
| 川原新次郎 | -    | 無所属     | 新     | 179,617票 | 20.0%  | -          |
| 久留義蔵   | -    | 日本共産党 | 新     | 73,542票  | 8.2%   | -          |

1980年の第12回参議院議員通常選挙に鹿児島県選挙区から立候補して初当選。1988年春の叙勲で勲二等瑞宝章受章（勲八等からの昇叙）。2期務め、1992年に引退。1995年12月4日死去、78歳。死没日をもって従四位に叙される。